# Marek Arnsztajn
Marek Arnsztajn, född 13 oktober 1855 i Lublin, död 26 april 1930 i Warszawa, var en polsk läkare och politiskt engagerad. Han var gift med poeten Franciszka Arnsztajnowa.
Arnsztajn studerade medicin på universitetet i Warszawa där han också blev medicine doktor 1883. Han kompletterade under det följande året sin utbildning i Wien, Berlin och Paris och återvände sedan till Lublin. Där arbetade han en kort tid på sjukhus men öppnade sedan egen mottagning med specialisering mot gynekologi, och organiserade stöd för de fattiga som han ofta vårdade utan betalning.
Från 1884 var han medlem av Lublins läkarsällskap som han representerade 1913 på den internationella läkarkongressen i London.
Arnsztajn var medgrundare till sällskap för kunskapsspridning samt skolrådet i Lublin. Han var även verksam politiskt, till en början underjordiskt men sedan öppet och kandiderade i valen till duman 1906, vilka han dock förlorade. 
Han är begravd på judiska kyrkogården i Lublin.